# Karl-Heinz Menke (Theologe)
Karl-Heinz Menke (* 28. Januar 1950 in Fürstenau) ist deutscher Theologe, Priester und Seelsorger. Er ist emeritierter Professor für Dogmatik und Theologische Propädeutik an der Katholisch-Theologischen Fakultät der Universität Bonn.

## Wissenschaftlicher Werdegang
Karl-Heinz Menke studierte von 1968 bis 1978 als Stipendiat der Studienstiftung des deutschen Volkes Philosophie, Katholische Theologie und Altphilologie in Münster und Rom. 1974 wurde er zum Priester geweiht. Er erwarb 1975 das Lizenziat in Theologie an der Gregoriana in Rom mit einer Arbeit über die Katholische Tübinger Schule des 19. Jahrhunderts. 1978 erfolgte die Promotion zum Dr. theol. an der Gregoriana in Rom mit einer Arbeit zum Thema Vernunft und Offenbarung bei Antonio Rosmini-Serbati. Zwischen 1979 und 1981 war er Vikar, Religionslehrer und Dekanatsjugendseelsorger in Twistringen bei Bremen, bevor er von 1981 bis 1984 Geheimsekretär des Bischofs von Osnabrück, Domvikar, Direktor der Diözesanstelle für Berufe der Kirche und Leiter des Diözesanen Ausländerreferates war.
1984/1985 übernahm Menke die Leitung der Pfarrei Bad Iburg und war Religionslehrer am dortigen Gymnasium. Zwischen 1986 und 1990 arbeitete er an seiner Habilitation. Von 1987 bis 1990 war er wissenschaftlicher Assistent am Lehrstuhl für Dogmatik, Dogmengeschichte und Ökumenische Theologie an der Universität Freiburg bei Gisbert Greshake. 1990 habilitierte er sich im Fach Dogmatik und Dogmengeschichte an der Albert-Ludwigs-Universität Freiburg mit einer Arbeit zu dem Thema „Stellvertretung. Schlüsselbegriff christlichen Lebens und theologische Grundkategorie“. 1990 erhielt er einen Ruf an den Lehrstuhl für Dogmatik und Philosophische Grundfragen der Theologie der Katholisch-Theologischen Fakultät in Paderborn und einen Ruf auf den Lehrstuhl für Dogmatik und Theologische Propädeutik der Katholisch-Theologischen Fakultät der Universität Bonn. Seit dem 1. Oktober 1990 war er Professor für Dogmatik und Theologische Propädeutik an der  Universität Bonn.
1991 wurde Menke Präsidiumsmitglied des von der Philosophischen Fakultät der Universität Trient gebildeten Sonderforschungsprojektes „Philosophie und Theologie des 19. Jahrhunderts.“ sowie Mitglied der Kommission IV (Berufe der Kirche) der Deutschen Bischofskonferenz. Seit 1992 ist er Mitherausgeber der Collana „Religione e Cultura“ (Verlag Morcelliana, Brescia) und seit 1993 Mitherausgeber der „Bonner Dogmatischen Studien“ (Verlag Echter, Würzburg). 2001 wurde er Mitglied der Kommission I (Theologie) der Deutschen Bischofskonferenz. Von 2000 bis 2002 war er Direktor der Allgemeinen Verwaltung der Katholisch-Theologischen Fakultät Bonn, von 2002 bis 2004 war er Dekan der Katholisch-Theologischen Fakultät Bonn, von 2004 bis 2006 Prodekan. 2005 wurde er in die Clearing-Kommission der Deutschen Bischofskonferenz zur Revision des Missale berufen.
Papst Franziskus berief ihn am 23. September 2014 für fünf Jahre zum Mitglied der Internationalen Theologenkommission.

## Ehrungen
- 2001: Wahl zum ordentlichen Mitglied der Nordrhein-Westfälischen Akademie der Wissenschaften und der Künste (Klasse für Geisteswissenschaften)
- 2017: Joseph-Ratzinger-Preis

## Schriften
- Vernunft und Offenbarung nach Antonio Rosmini. Der apologetische Plan einer christlichen Enzyklopädie (ITS 5), Innsbruck/Wien/München 1980, ISBN 3-7022-1353-8.
- Brücken zu Christus, Innsbruck/Wien 1986, ISBN 3-7022-1612-X.
- (Hg.), Argumente für Gott. Gottdenker von der Antike bis zur Gegenwart. Ein Autoren-Lexikon, Freiburg 1987.
- Die Einzigkeit Jesu Christi im Horizont der Sinnfrage (Kriterien 94), Einsiedeln/Freiburg: Johannes Verlag 1995, ISBN 978-3-89411-331-5.
- Stellvertretung. Schlüsselbegriff christlichen Lebens und theologische Grundkategorie, Einsiedeln-Freiburg: Johannes-Verlag, 2. Aufl. 1997. (1991), ISBN 978-3-89411-300-1.
- Antonio Staglianò (Hg.), Credere Pensando. Domande della teologia contemporanea nell’orizzonte del pensiero di Antonio Rosmini. Atti del convegno tenuto a Rovereto il 3-4-5 maggio 1995 (Bibliotheca Rosminiana 7) Brescia (Casa Editice Morcelliana) 1997, ISBN 88-372-1626-2.
- Der Gott, der jetzt schon Zukunft schenkt. Plädoyer für eine christologische Theodizee, in: Harald Wagner (Hg.), Mit Gott streiten. Neue Zugänge zum Theodizee-Problem, Freiburg: Herder 1998, ISBN 978-3-451-02169-5.
- Antonio Autiero (Hg.), Brückenbauer zwischen Kirche und Gesellschaft – A. Rosmini, J. H. Newman, M. Blondel und R. Guardini, Münster 1999, ISBN 3-8258-4178-2.
- Fleisch geworden aus Maria. Die Geschichte Israels und der Marienglaube der Kirche, Regensburg: Friedrich Pustet 1999, ISBN 978-3-7917-1665-7.
- Handelt Gott, wenn ich ihn bitte? (Topos plus, Taschenbuch 331), Regensburg:  Friedrich Pustet, 2. Auflage 2001 (2000), ISBN 978-3-7867-8331-2.
- Das Kriterium des Christseins. Grundriss der Gnadenlehre, Regensburg: Friedrich Pustet 2003, ISBN 978-3-7917-1729-6.
- „... und ist Mensch geworden“. Predigten und Fürbitten zur Advents- und Weihnachtszeit, Regensburg: Friedrich Pustet 2005, ISBN  978-3-7917-1973-3.
- Die Frage nach dem Wesen des Christentums. Eine theologiegeschichtliche Analyse (Veröffentlichungen der Nordrhein-Westfälischen Akademie der Wissenschaften, G 395), Paderborn: Ferdinand Schöningh 2005, ISBN 978-3-506-72888-3.
- Jesus ist Gott der Sohn. Denkformen und Brennpunkte der Christologie, Regensburg: Friedrich Pustet 2008, ISBN 978-3-7917-2115-6.
- Der Leitgedanke Josef Ratzingers: Die Verschränkung von vertikaler und horizontaler Inkarnation (Veröffentlichungen der Nordrhein-Westfälischen Akademie der Wissenschaften, G 415), Paderborn: Ferdinand Schöningh 2008, ISBN 978-3-506-76567-3.
- Die Diagnose und Bekämpfung des Bösen. Epiphänomen der Natur oder Ausweis formal unbedingter Autonomie?, in: Bernd J. Claret: Theodizee. Das Böse in der Welt, Darmstadt: WBG 2008, ISBN 978-3-534-19049-2.
- Sakramentalität: Wesen und Wunde des Katholizismus, Regensburg: Friedrich Pustet 2012, ISBN 978-3-7917-2425-6.
- Das unterscheidend Christliche. Beiträge zur Bestimmung seiner Einzigkeit, Regensburg: Friedrich Pustet 2015, ISBN 978-3-7917-2663-2.
- Macht die Wahrheit frei oder die Freiheit wahr? Eine Streitschrift, Regensburg: Friedrich Pustet 2017, ISBN 978-3-7917-2915-2.
- Inkarnation: Das Ende aller Wege Gottes, Regensburg: Friedrich Pustet 2021, ISBN 978-3-7917-3289-3.